# Place Saint-Georges (Limbourg)
Pour les articles homonymes, voir Place Saint-Georges.
La place Saint-Georges est la place principale de la ville belge de Limbourg (est de la province de Liège). De grande ancienneté (sans doute du Moyen Âge), la place est classée au patrimoine de Wallonie. Sept voies urbaines y aboutissent.  
Cette grande place pittoresque fait l'objet d'un classement sur la liste du patrimoine immobilier exceptionnel de la Wallonie depuis le 27 mai 2009 en tant que partie essentielle de l'ensemble architectural de la Ville Haute de Limbourg. Plusieurs bâtiments qui bordent la place sont repris sur la liste du patrimoine immobilier classé de Limbourg. La place Saint-Georges contribue aussi grandement à l'adhésion de Limbourg parmi l'association des plus beaux villages de Wallonie.

## Localisation et description
La place se situe dans le centre historique de la ville fortifiée de Limbourg sur une crête dominant un méandre de la Vesdre (en rive gauche). La partie haute de la place domine le cours de Vesdre d'environ 85 mètres. De forme allongée et trapézoïdale, elle a une longueur d'environ 220 mètres et une largeur d'environ 25 mètres pour la partie haute de la place (côté sud) et une petite dizaine de mètres pour la partie basse soit une superficie d'approximativement 4 000 m2.
La place, pavée avec des pavés issus de la Vesdre, est en déclivité et la pente s'accentue dans sa partie basse. Sur la partie haute de la place, deux rangées de cinq tilleuls remplacent depuis 1902 les vingt-six tilleuls qui avaient été plantés en 1713 en trois lignes. La partie la plus basse de la place est occupée par un autre tilleul appelé le Tilleul de Limbourg aussi planté en 1713 mais toujours debout.
Sept voies aboutissent à la place : le Thier de Limbourg conduit à la partie basse de la place alors que la rue Sur les Remparts communique avec la partie haute où aboutissent aussi les voies Hors les Portes et Derrière l'Église. La voirie nommée Tilleul rejoint la place du côté est alors qu'une ruelle pavée sans nom se situe du côté ouest à droite de l'immeuble sis au no 42. Un arvo (passage voûté) passe sous l'office de tourisme (ancien hôtel de ville construit en 1687) situé au no 30 pour rejoindre la rue Sur les Remparts.

## Historique
La création de la place n'est pas connue mais son origine remonte vraisemblablement au Moyen Âge central (XIe-XIIIe siècle). 
À l'emplacement de l'actuelle fontaine de la Vierge (centre de la place), se trouvait la halle communale, signalée depuis 1446 et démolie par les Français après le siège de 1675. On remarque sur la carte ci-dessous cette halle communale (reprise comme no 1, légende : la Haille, Maison de la Ville), la porte haute (no 3, légende : Porte de Hault)  et la partie basse de la place Saint-Georges occupée par un large escalier (no 6, légende : Degrez coupez dens la Roche). L'hôtel de ville est reconstruit de 1681 à 1687 à proximité de l'ancienne halle mais dans l'enfilade des maisons. Cette demeure fait actuellement fonction d'office de tourisme de la ville. Le pavage de la place a fait l'objet d'une restauration de 2020 à 2022.

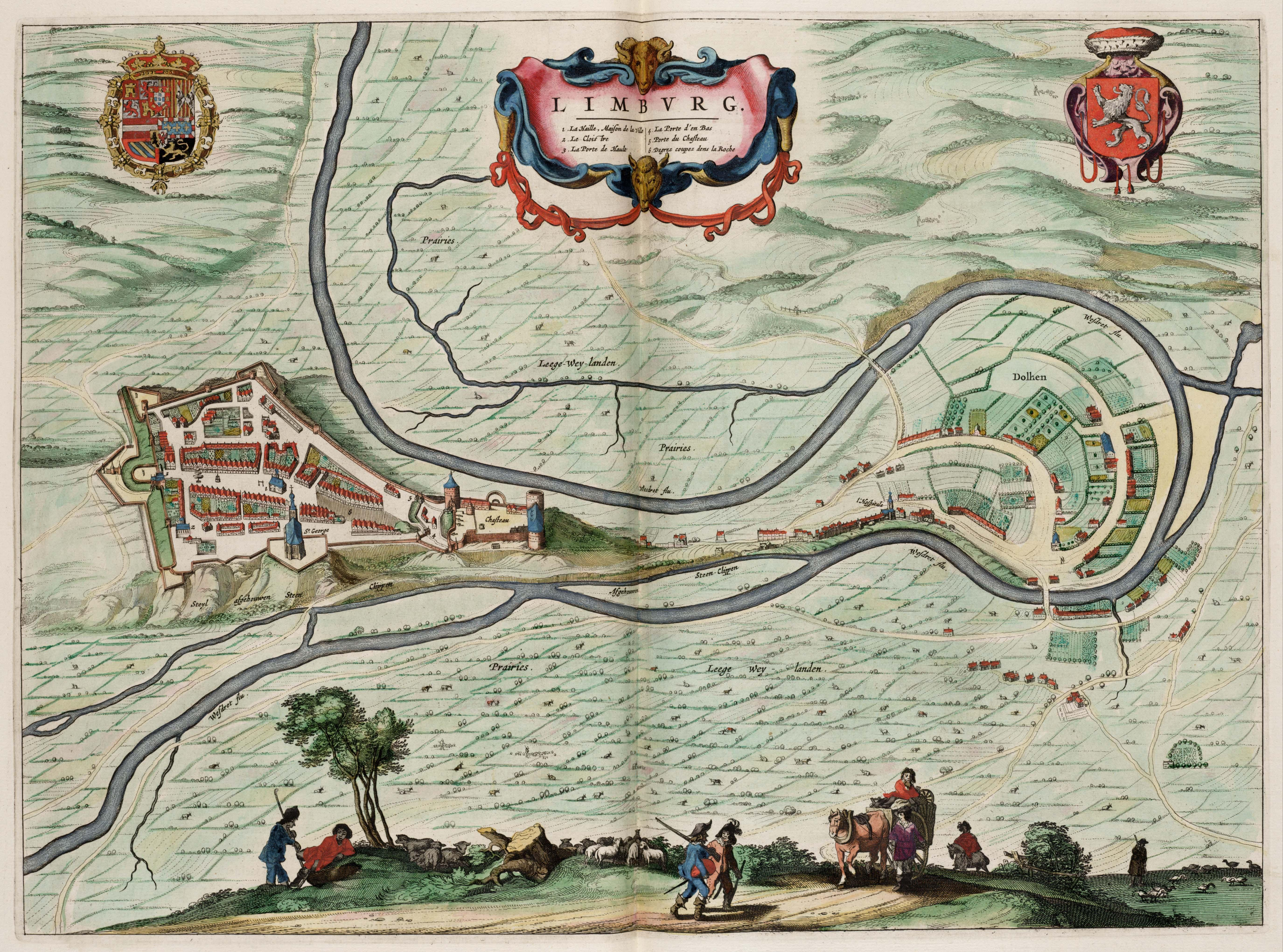
La vieille ville de Limbourg et la place Saint-Georges à gauche sur la carte (carte du XVIe siècle ou XVIIe siècle)

## Architecture et monuments
La partie haute de la place (côté sud) est occupée par le château Poswick construit en 1881 et 1910 en style néo-renaissance, par l'architecte Ch. Thirion en remplacement de deux bâtisses édifiées au XVIIIe siècle sur les ruines d'un bâtiment du XVe siècle encadré de deux fortes tours circulaires qui comprenait la Desustraine Porte appelée aussi Porte d'Ardennes ou Porte d'en Haut permettant l'entrée sur la place.
La place est bordée d'immeubles sur ses côtés ouest et est. Les immeubles situés du côté ouest possèdent des numéros pairs allant du no 6 au 76 et croissant dans le sens de la montée. Les numéros impairs situés du côté est vont du no 15 au 53.  
La plupart des immeubles ont été érigés au cours du XVIIe siècle ou du XVIIIe siècle et sont repris à l'inventaire du patrimoine culturel immobilier de la Wallonie. Quelques-uns sont classés (voir Patrimoine classé ci-dessous). Certaines demeures sont d'origine bourgeoise, d'autres sont beaucoup plus modestes. Elles sont généralement bâties en pierre calcaire ou en brique et comptent souvent deux ou trois travées et un ou deux étages. 
Quant à l'église Saint-Georges, elle est placée en retrait de la place du côté est. 
Dans la partie haute de la place, entre les rangées de tilleuls, se trouve une table de pierre avec vasque et, un peu plus bas, le "grand puits" creusé en 1510 surmonté d'une pompe datant de 1791. À mi-hauteur de la place, se dresse la fontaine de la Vierge, une ancienne pompe de distribution d'eau publique avec tronc pyramidal du XVIIIe siècle surmontée d'une statue de la Vierge réalisée par le sculpteur Jos. Gérard en 1960.

## Patrimoine classé
| Objet | Année de construction / Architecte | Adresse                   | Section communale | Coordonnées                      | Numéro d’inventaire | Illustration |
| --- | ---------------------------------- | ------------------------- | ----------------- | -------------------------------- | ------------------- | --- |
| L'église Saint-Georges |                                    |                           |                   | 50° 36′ 45″ nord, 5° 56′ 28″ est | 63046-CLT-0003-01   | L'église Saint-Georges |
| Maison (façade avant et pan de toiture, mur de clôture, portail, décor du salon du côté de la place St-Georges), place Saint-Georges n°36                                                             |                                    | Place Saint-Georges, n°36 |                   | 50° 36′ 44″ nord, 5° 56′ 24″ est | 63046-CLT-0012-01   | Maison (façade avant et pan de toiture, mur de clôture, portail, décor du salon du côté de la place St-Georges), place Saint-Georges n°36                                                             |
| Pavements de la voirie et des trottoirs, place Saint-Georges |                                    | Place Saint-Georges       |                   | 50° 36′ 44″ nord, 5° 56′ 25″ est | 63046-CLT-0013-01   | Pavements de la voirie et des trottoirs, place Saint-Georges |
| Extension de classement du mur de clôture du jardin et de la porte, situés à l'arrière de l'immeuble sis place Saint-Georges, n°31 à l'ensemble de celui-ci, c'est-à-dire façades, toiture et pignon. |                                    | Place Saint-Georges, n°31 |                   | 50° 36′ 45″ nord, 5° 56′ 26″ est | 63046-CLT-0015-01   | Extension de classement du mur de clôture du jardin et de la porte, situés à l'arrière de l'immeuble sis place Saint-Georges, n°31 à l'ensemble de celui-ci, c'est-à-dire façades, toiture et pignon. |
| Maison (façade principale, versant avant de toiture, perron et mur d’échiffre), place Saint-Georges, n°72                                                                                             |                                    | Place Saint-Georges n°72  |                   | 50° 36′ 41″ nord, 5° 56′ 24″ est | 63046-CLT-0016-01   | Maison (façade principale, versant avant de toiture, perron et mur d’échiffre), place Saint-Georges, n°72                                                                                             |
| Maison (façades et toitures) et dépendance dite magasin à munitions, place Saint-Georges, n° 33 |                                    | Place Saint-Georges n° 33 |                   | 50° 36′ 45″ nord, 5° 56′ 26″ est | 63046-CLT-0017-01   | Maison (façades et toitures) et dépendance dite magasin à munitions, place Saint-Georges, n° 33 |
| Ancien hôtel de ville : façades et toitures (à l'exception de l'annexe basse à l'arrière) et tous les éléments visibles de l'Arvô (murs, plafond et pavement), place Saint-Georges, n°30              |                                    | Place Saint-Georges n°30  |                   | 50° 36′ 45″ nord, 5° 56′ 24″ est | 63046-CLT-0018-01   | Ancien hôtel de ville : façades et toitures (à l'exception de l'annexe basse à l'arrière) et tous les éléments visibles de l'Arvô (murs, plafond et pavement), place Saint-Georges, n°30              |
| Maison, mur d'enceinte du jardin, portail et pavillon, place Saint-Georges, n° 42 |                                    | Place Saint-Georges n° 42 |                   | 50° 36′ 44″ nord, 5° 56′ 24″ est | 63046-CLT-0021-01   | Maison, mur d'enceinte du jardin, portail et pavillon, place Saint-Georges, n° 42 |
| L'ensemble architectural de la Ville Haute de Limbourg |                                    |                           |                   | 50° 36′ 39″ nord, 5° 56′ 23″ est | 63046-PEX-0001-01   | L'ensemble architectural de la Ville Haute de Limbourg |

## Activités
L'office de tourisme se situe au no 30
L'école communale est située au no 53.

## Galerie

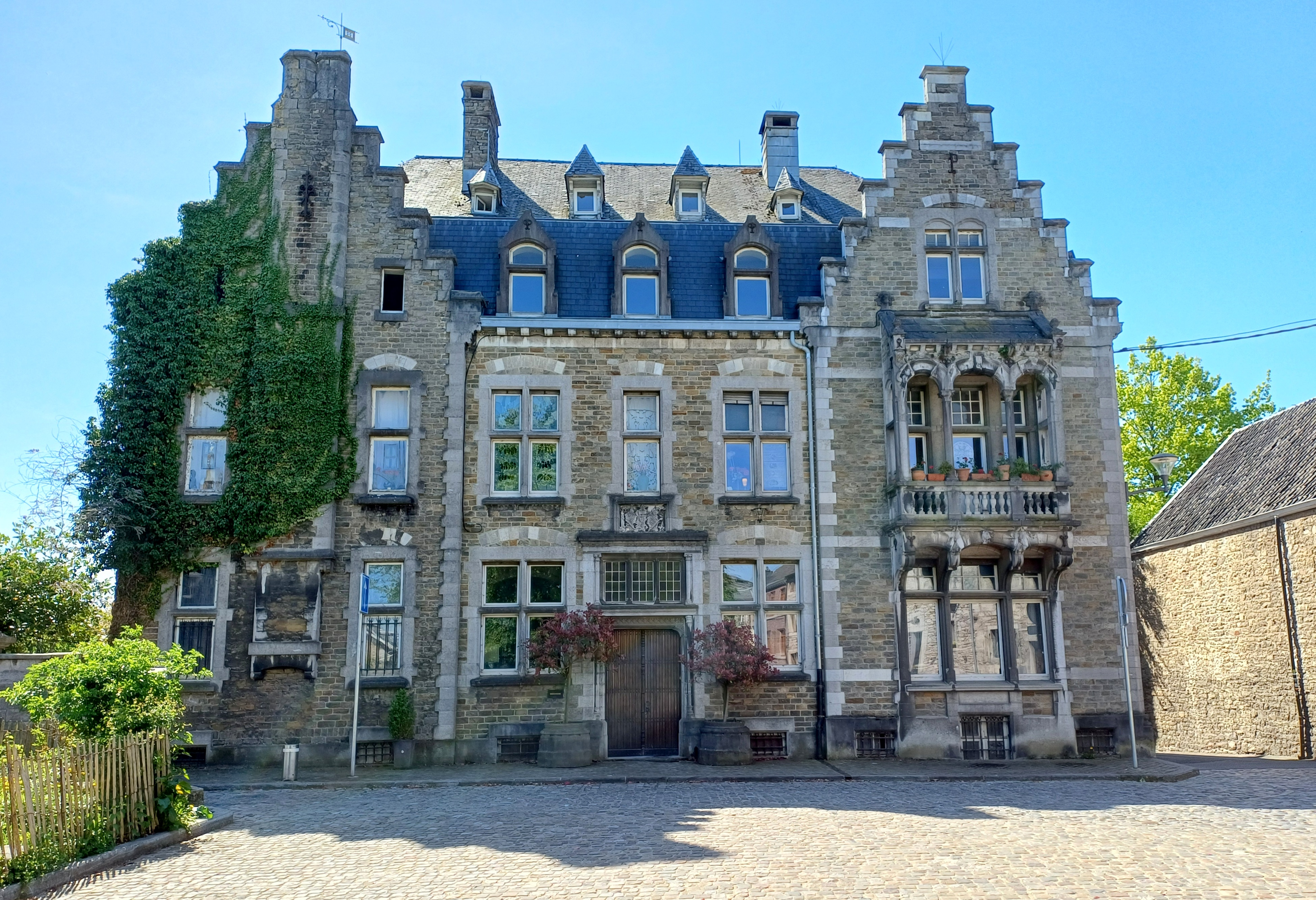
Château Poswick et côté ouest, partie haute
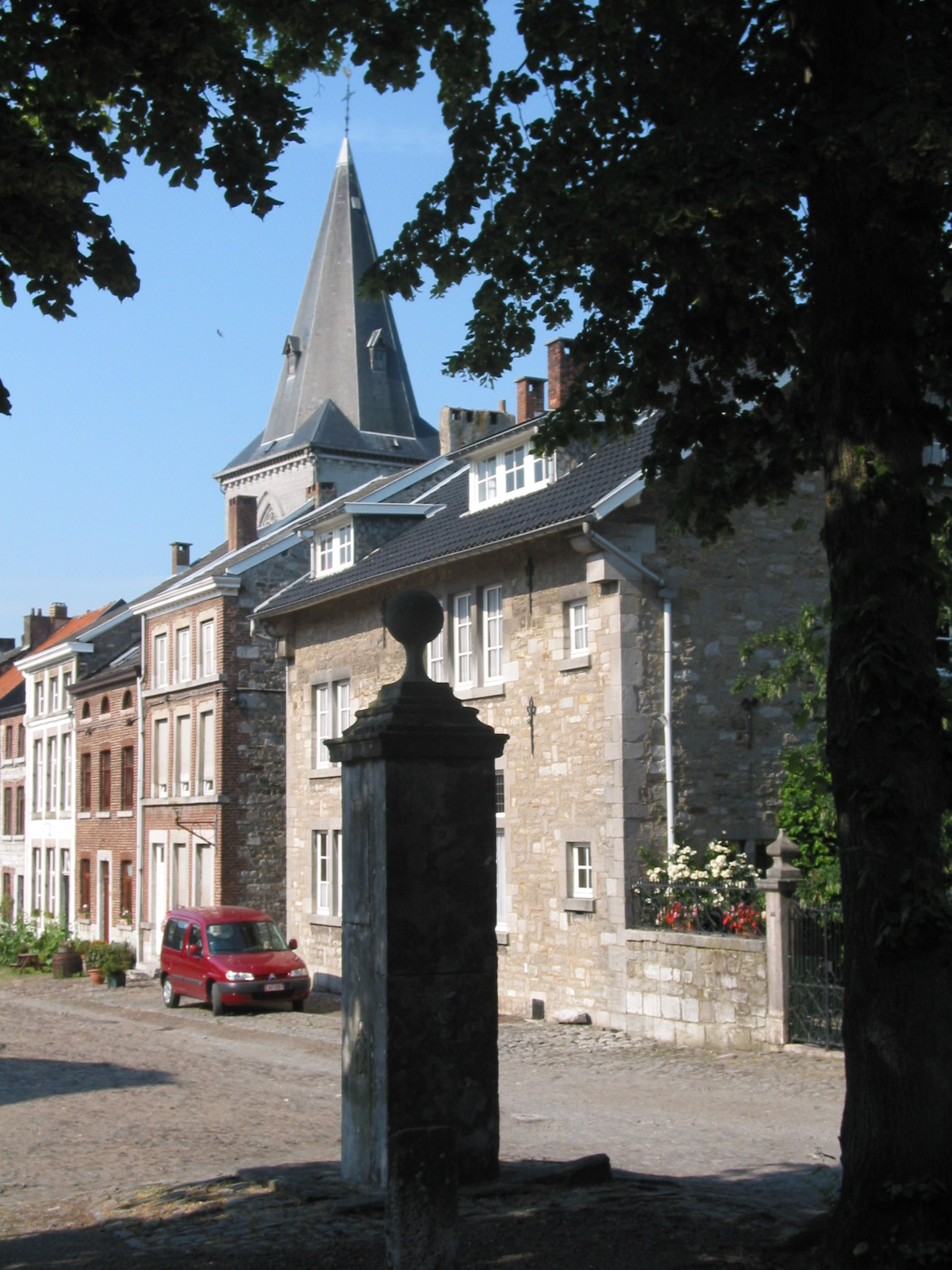
Pompe et côté est
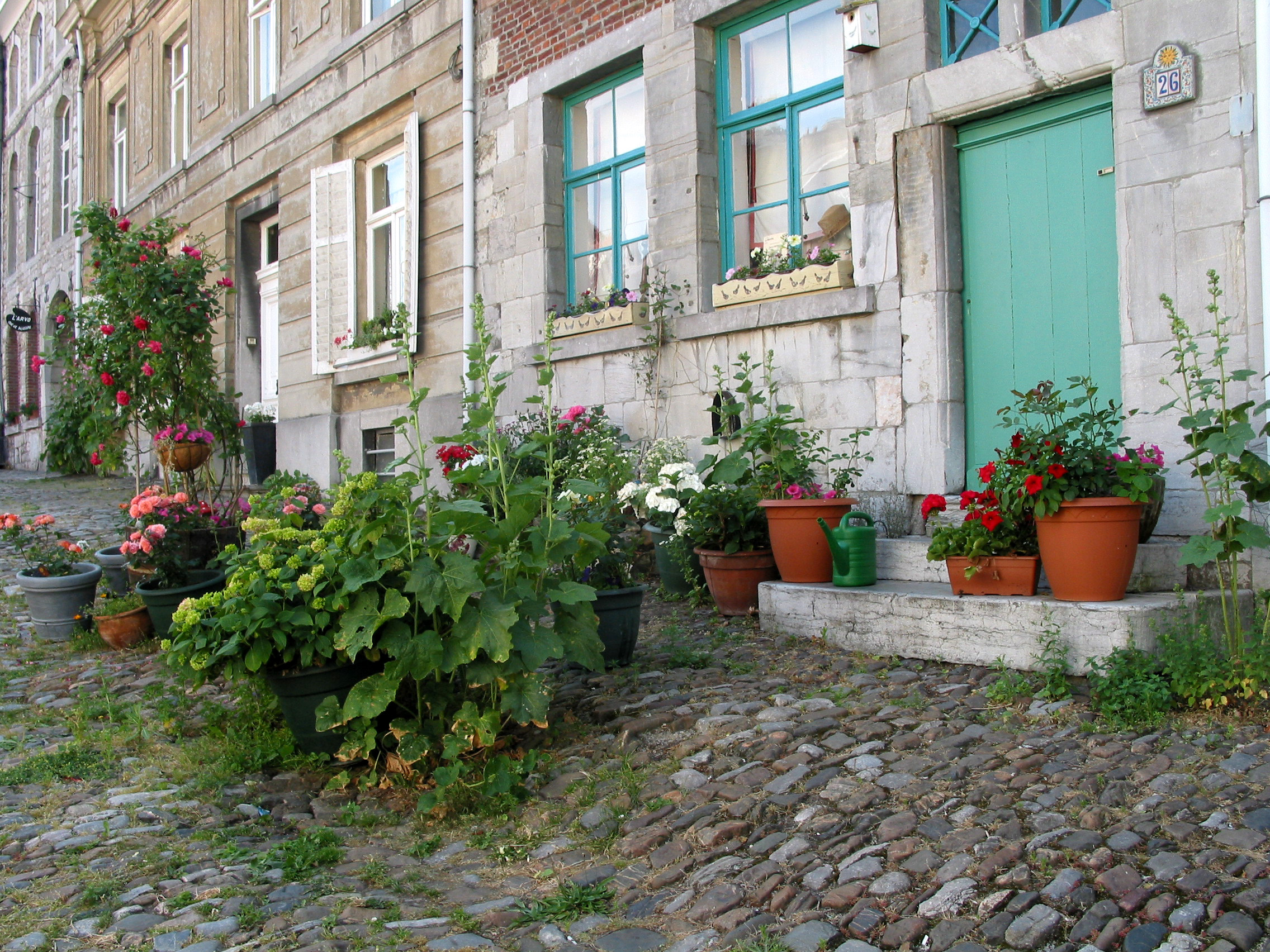
Côté ouest, partie basse
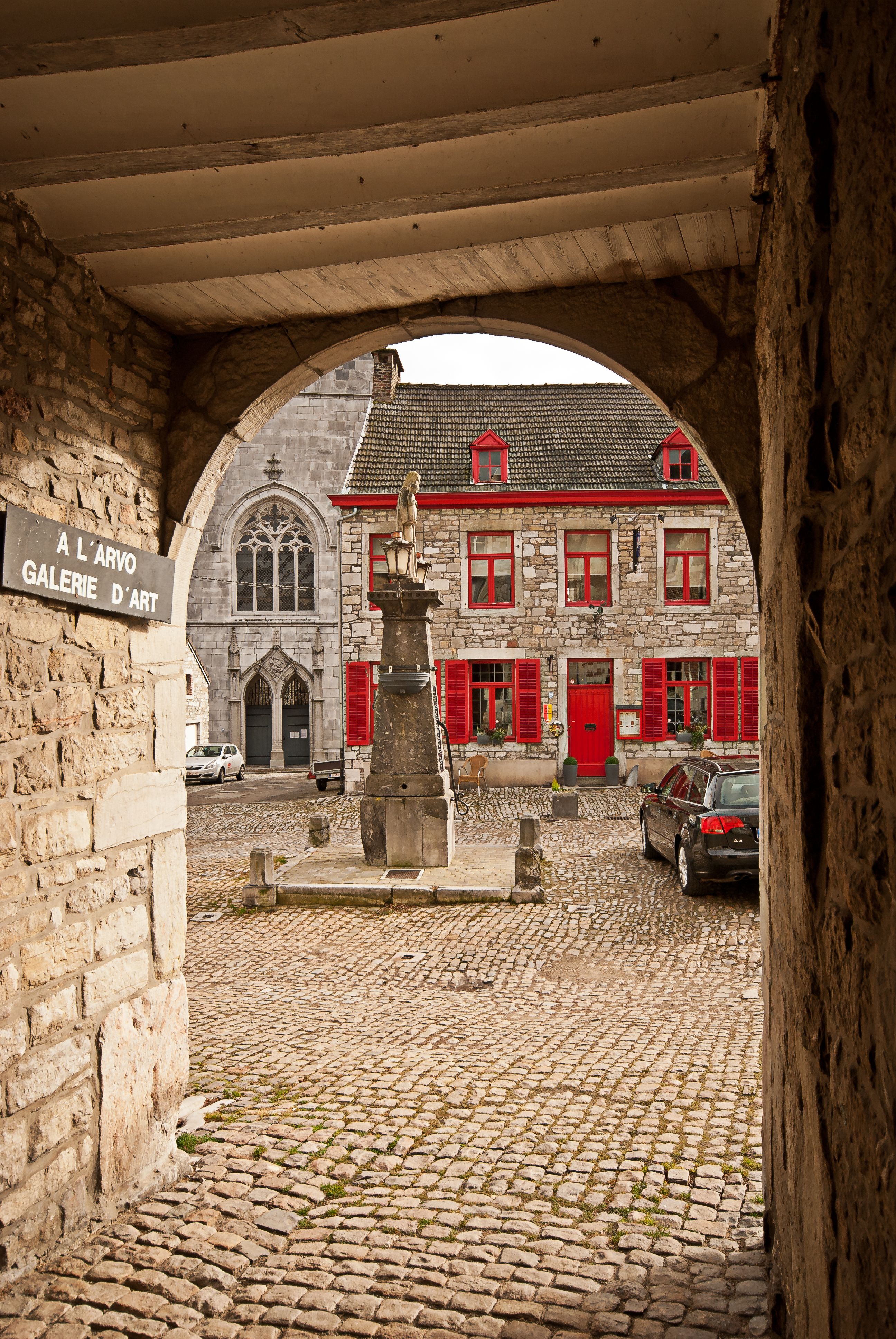
Arvo et fontaine de la Vierge
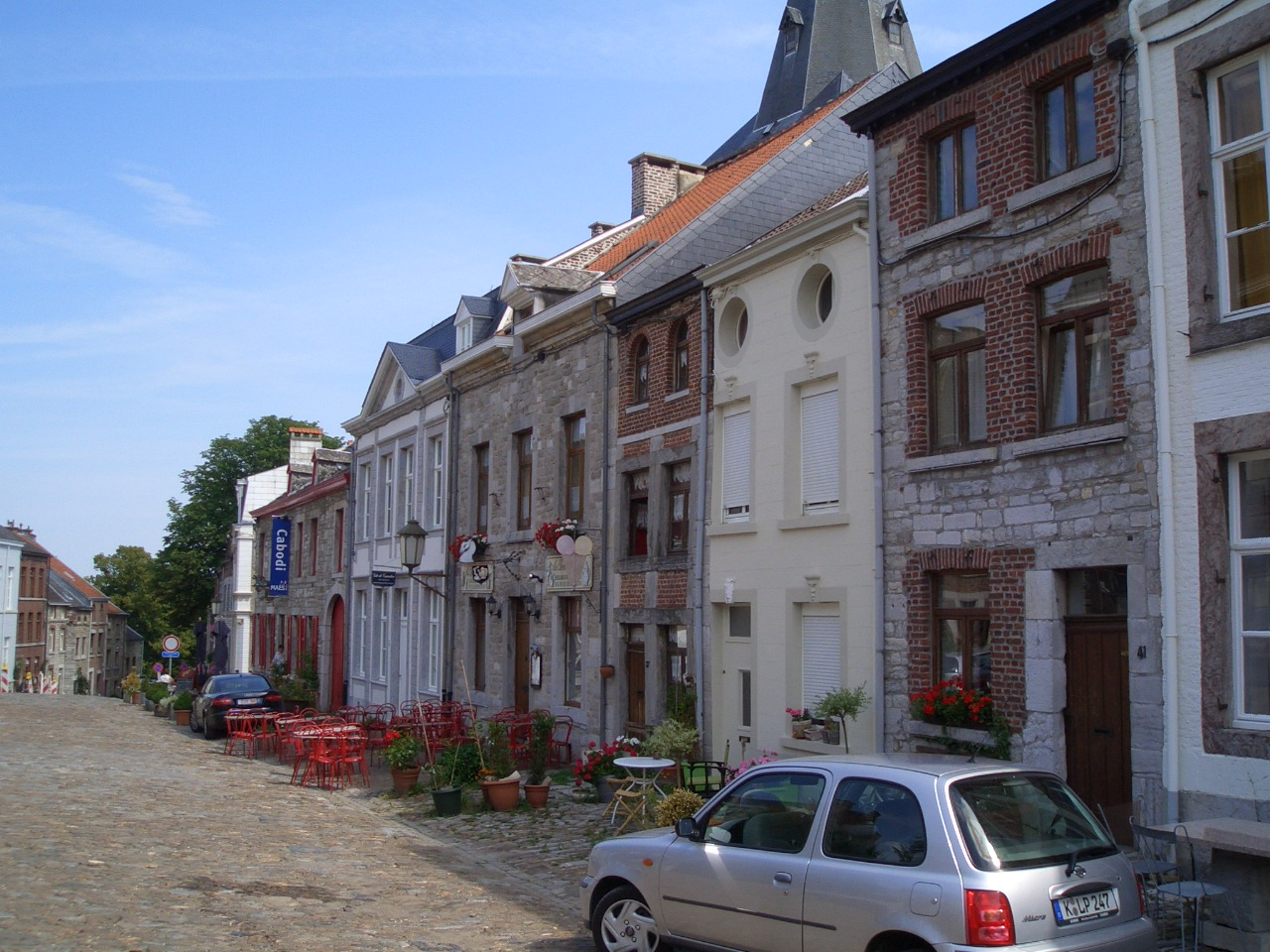
Côté est